# Иверсен, Моника
Моника Иверсен (нем. Monika Iwersen; род. 1963, Рендсбург, Шлезвиг-Гольштейн, ФРГ) — немецкий дипломат. Посол Германии в Кыргызстане (2017—2021), Казахстане (с 2021 года).

## Биография
В 1982—1988 годах училась в Майнцском университете, Женевском университете и Институте международных исследований в Монтерее (США, Калифорния). В 1989—1991 годах обучалась в Академии дипломатической службы при Министерстве иностранных дел Германии.
В 1991—1992 годах работала референтом в отделе Польши и стран Балтии Министерства иностранных дел Германии.
1992—1995 гг. — референт по работе с прессой и протоколу в генеральном консульстве ФРГ в Стамбуле.
1995—1998 гг. — референт отдела по вопросам Совета безопасности ООН МИД ФРГ.
1998—2001 гг. — временный поверенный в делах в посольстве Германии в Боливии.
2001—2004 гг. — советник в постоянном представительстве ФРГ при Организации Объединенных Наций в Нью-Йорке.
2004—2008 гг. — заместитель начальника отдела отношений с Турцией, Румынией и Болгарией МИД ФРГ.
2008—2011 гг. — заместитель посла в посольстве Германии в Алжире.
2011—2014 гг. — начальник отдела отношений с Турцией и государствами ЕАСТ МИД ФРГ.
2014—2017 гг. — посланник в посольстве Германии в Израиле.
2017—2021 г. — посол Германии в Кыргызстане.
С августа 2021 года — посол Германии в Казахстане.